# Filexilia intermedia
Filexilia intermedia är en kräftdjursart som först beskrevs av Galhano 1970.  Filexilia intermedia ingår i släktet Filexilia och familjen Ameiridae. Inga underarter finns listade i Catalogue of Life.